# Rygar
Rygar är ett plattformsspel skapat av Tecmo 1986, och ursprungligen släppt till arkadhallarna i Japan som Argus no Senshi (アルゴスの戦士?).  Spelet är ett plattformsspel.

## Handling
Äventyrsspel som utspelar sig i en forntid. Landet Argool har erövrats av den ondskefulle Ligar. Hjälten Rygar skall besegra kung Ligar, och rädda Argool. För att lyckas måste Rygar kämpa sig igenom 6 områden (nivåer) fyllda med ondskefulla monster. Varje område styrs dessutom av ett hänsynslöst vidunder.

## Om spelet
Spelaren bygger under spelets gång upp en slagstyrka (tone) och en motståndskraft (last), samt samlar krediter (stars) för att återvinna kraft eller styrka. En datorbug i den version som tillverkaren släppte på den europeiska marknaden, i Sverige via Bergsala AB innebar att slagstyrkan begränsades till strax under 1100 mot ett ursprungligt maximum på 4095. Det innebar att de svenska Nintendospelare som lyckades klara spelet kan tillmätas extra skicklighet i och med att det behövdes drygt 3 gånger så mycket träffar för att fälla den siste bossen Ligar mot originalutgåvan.

### Fotnoter
1. 1 2 3  ”Rygar”. NES DB. 28 februari 1989. Arkiverad från originalet den 26 april 2014. https://web.archive.org/web/20140426202029/http://www.nesdb.se/game_more.php?id=83&rid=1. Läst 26 april 2014.
2. ↑  ”Discover New LostWinds, Numerous Domo Games and a True Arcade Classic”. Nintendo of America. 19 oktober 2009. http://www.nintendo.com/whatsnew/detail/0MTgxHbB_f_rjLnZLI-A4rl14J7zgwzS. Läst 26 april 2014.
3. ↑  ”Rygar”. The International Arcade Museum. http://www.arcade-museum.com/game_detail.php?game_id=9386. Läst 26 april 2014.